# Wereldkampioenschappen rodelen 2016
De wereldkampioenschappen rodelen 2016 worden gehouden van 29 tot en met 31 januari 2016 op de Eisarena Königssee in het Duitse Schönau am Königssee.
Nieuw op het programma waren de sprint voor zowel mannen, vrouwen als dubbels.

## Wedstrijdschema
| Datum      | Tijd  | Onderdeel            |
| ---------- | ----- | -------------------- |
| 29 januari | 09:00 | Sprint kwalificaties |
| 29 januari | 14:45 | Sprintfinales        |
| 30 januari | 12:45 | Dubbels              |
| 30 januari | 15:20 | Vrouwen              |
| 31 januari | 10:15 | Mannen               |
| 31 januari | 14:00 | Team                 |

## Medailles
| Onderdeel      | Goud | Goud                                                     | Zilver | Zilver                                              | Brons | Brons                                                |
| -------------- | ---- | -------------------------------------------------------- | ------ | --------------------------------------------------- | ----- | ---------------------------------------------------- |
| Mannen enkel   | GER  | Felix Loch                                               | GER    | Ralf Palik                                          | AUT   | Wolfgang Kindl                                       |
| Mannen sprint  | GER  | Felix Loch                                               | GER    | Andi Langenhan                                      | GER   | Ralf Palik                                           |
| Vrouwen enkel  | GER  | Natalie Geisenberger                                     | SUI    | Martina Kocher                                      | RUS   | Tatjana Ivanova                                      |
| Vrouwen sprint | SUI  | Martina Kocher                                           | GER    | Natalie Geisenberger                                | GER   | Dajana Eitberger                                     |
| Dubbel         | GER  | Tobias Wendl Tobias Arlt                                 | GER    | Toni Eggert Sascha Benecken                         | ITA   | Christian Oberstolz Patrick Gruber                   |
| Dubbel sprint  | GER  | Tobias Wendl Tobias Arlt                                 | AUT    | Peter Penz Georg Fischler                           | ITA   | Christian Oberstolz Patrick Gruber                   |
| Team           | GER  | Natalie Geisenberger Felix Loch Tobias Wendl Tobias Arlt | LAT    | Elīza Cauce Inārs Kivlenieks Andris Šics Juris Šics | CAN   | Alex Gough Michael Malyk Tristan Walker Justin Snith |

### Medaillespiegel
| Plaats | Land        | Goud | Zilver | Brons | Totaal |
| 1      | Duitsland   | 6    | 4      | 2     | 12     |
| 2      | Zwitserland | 1    | 1      | 0     | 2      |
| 3      | Oostenrijk  | 0    | 1      | 1     | 2      |
| 4      | Letland     | 0    | 1      | 0     | 1      |
| 5      | Italië      | 0    | 0      | 2     | 2      |
| 6      | Canada      | 0    | 0      | 1     | 1      |
| 6      | Rusland     | 0    | 0      | 1     | 1      |
| Totaal | Totaal      | 7    | 7      | 7     | 21     |